# Convolvuleae
Convolvuleae ist eine Tribus aus der Familie der Windengewächse (Convolvulaceae). Zu ihr werden drei Gattungen gezählt, die Typusgattung sind die Winden (Convolvus).

## Beschreibung
Vertreter der Tribus Convolvuleae sind meist krautige Kletterpflanzen. Die Basis der Blattspreiten ist meist herzförmig, gelegentlich auch keilförmig, abgeschnitten oder abgestumpft. Die Blüten sind radiärsymmetrisch und zwittrig. Ihre Kelchblätter sind gleich lang und vergrößern sich an der Frucht nicht. Die Staubfäden sind plattgedrückt und außer in Polymeria behaart. Die Pollenkörner sind trikolpat bis pantoporat, nicht stachelig und kugelförmig. Der Griffel besteht aus vollständig miteinander verwachsenen Fruchtblättern. Die Narben sind langgestreckt, schmal und pfriemförmig bis keulenförmig, in Polymeria sind sie fein geschlitzt. Die Früchte sind aufspringende Kapseln mit meist vier Klappen.

## Vorkommen
Zwei der drei Gattungen der Tribus Convolvuleae sind weit verbreitet, die Gattung Polymeria ist auf das Gebiet von Australien, Neuguinea, Malesien und Neukaledonien beschränkt.

## Systematik
Zur Tribus  zählen folgende Gattungen:
- Zaunwinden (Calystegia R.Br.)
- Winden (Convolvulus L.)
- Polymeria R.Br.: Mit sieben Arten; sie kommen von Australien bis Malesien und Neukaledonien vor[1].

Nach der kladistischen Definition entspricht die Tribus der eng gefasstesten Klade, in der Convolvulus arvensis L.  und Polymeria pusilla R.Br. eingeordnet sind.

## Belege
1. ↑  David John Mabberley: Mabberley’s Plant-Book. A portable dictionary of plants, their classification and uses. 3. ed. Cambridge University Press 2008. ISBN 978-0-521-82071-4